# Брезје при Довшкем
Брезје при Довшкем (словен. Brezje pri Dovškem) је насељено место у општини Кршко, Посавска регија, Словенија.

## Историја
До територијалне реорганизације у Словенији било је у саставу старе општине Кршко.

## Становништво
У попису становништва из 2011. године, Брезје при Довшкем је имало 103 становника.
| Број становника према пописима | Број становника према пописима | Број становника према пописима |
| ------------------------------ | ------------------------------ | ------------------------------ |
| 1991                           | 2002                           | 2011                           |
| 79                             | 105                            | 103                            |

Напомена: До 1953. исказивано под именом Брезје.